# César Rigamonti
César Pablo Rigamonti (San Agustín, Provincia de Córdoba; 7 de abril de 1987) es un futbolista argentino. Juega como Guardameta en Gimnasia y Esgrima de Mendoza en la Primera Nacional de Argentina.

## Trayectoria

### Belgrano
Su primera citación fue para la primera fecha de la temporada Nacional B 2008-09 en el que estuvo en la nómina de los concentrados del primer equipo, integrando el banco de suplentes, ante Club Atlético Unión en Santa Fe el 7 de agosto de 2008, aunque no ingresaría.
Sus primeros minutos como jugador ocurrió el 26 de septiembre de 2009 frente a Instituto Atlético Central Córdoba ingresando en el transcurso del segundo tiempo desde el banco de suplentes por la expulsión de Juan Carlos Olave.
En el momento de su debut como titular, César, el 29 de septiembre de 2009 convirtió de cabeza el empate de su equipo (2 a 2) en el minuto final del encuentro frente a Defensa y Justicia en condición de visitante, lo que significó nada más y nada menos que su debut como titular.
Debutó en la máxima categoría del fútbol argentino en la fecha 18 del Torneo Clausura 2012 ante Banfield en un partido que se jugó en el Gigante de Alberdi. Su debut no arrancó de la mejor manera ya que al minuto de juego le convirtieron el gol pero supo reponerse y su equipo terminaría ganando 3 a 1.

### Sportivo Belgrano
El 8 de julio de 2013 se confirmó el préstamo por un año del arquero cordobés a Sportivo Belgrano de San Francisco, equipo recientemente ascendido a la B Nacional y que cumplió el objetivo de permanecer en la categoría.

### Banfield
En julio de 2014, es anunciada su cesión a Banfield. Durante su paso por El Taladro, solo integró el banco de suplentes, el arquero titular era Gaspar Servio. No sumó minutos.

### Sarmiento
En el año 2015 jugó de titular en Sarmiento de Junín de la Primera División de Argentina y logra la permanencia del equipo en la categoría.

### Quilmes
En 2016 llegó a Quilmes en busca de continuidad. Al finalizar la temporada, el Cervecero descendió a la Primera B Nacional. A pesar de esto, la hinchada local aclamó para que continuara en el club, convirtiéndose partido tras partido el más ovacionado.

### Vélez
Llega al club de Liners en julio de 2017. Debuta como titular ante Huracán el 6 de octubre por Copa Argentina convirtiéndose en la figura del partido tras atajar un penal para mantener la igualdad en los 90 minutos que llevaría a la definición desde los 11 pasos atajando 2 penales más.

### Central Córdoba
En julio de 2021 se une a Central Córdoba de Santiago del Estero. El 30 de noviembre de 2021, tras un duro choque en un partido ante Arsenal de Sarandí, sufrió una triple fractura de costilla.

### Palestino
El 28 de diciembre de 2022 es anunciado como nuevo jugador de Palestino de la Primera División chilena.

## Estadísticas

### Clubes
| Club                             | Div.                | Temporada           | Liga  | Liga | Copas nacionales | Copas nacionales | Torneos internacionales | Torneos internacionales | Total | Total |
| Club                             | Div.                | Temporada           | Part. | GR   | Part.            | GR               | Part.                   | GR                      | Part. | GR    |
| -------------------------------- | ------------------- | ------------------- | ----- | ---- | ---------------- | ---------------- | ----------------------- | ----------------------- | ----- | ----- |
| Belgrano Argentina               | 2.ª                 | 2009-10             | 6     | 10   | —                | —                | —                       | —                       | 6     | 10    |
| Belgrano Argentina               | 2.ª                 | 2010-11             | 3     | 1    | —                | —                | —                       | —                       | 3     | 1     |
| Belgrano Argentina               | 1.ª                 | 2011-12             | 1     | 1    | 3                | 2                | —                       | —                       | 4     | 3     |
| Belgrano Argentina               | 1.ª                 | 2012-13             | 2     | 0    | —                | —                | —                       | —                       | 0     | 0     |
| Sportivo Belgrano Argentina      | 2.ª                 | 2013-14             | 41    | 40   | —                | —                | —                       | —                       | 41    | 40    |
| Sportivo Belgrano Argentina      | Total club          | Total club          | 41    | 40   | 0                | 0                | 0                       | 0                       | 41    | 40    |
| Banfield Argentina               | 1.ª                 | 2014                | —     | —    | —                | —                | —                       | —                       | 0     | 0     |
| Banfield Argentina               | Total club          | Total club          | 0     | 0    | 0                | 0                | 0                       | 0                       | 0     | 0     |
| Sarmiento (J) Argentina          | 1.ª                 | 2015                | 30    | 34   | —                | —                | —                       | —                       | 30    | 34    |
| Sarmiento (J) Argentina          | Total club          | Total club          | 30    | 34   | 0                | 0                | 0                       | 0                       | 30    | 34    |
| Quilmes Argentina                | 1.ª                 | 2016-17             | 30    | 43   | 1                | 2                | —                       | —                       | 31    | 45    |
| Quilmes Argentina                | Total club          | Total club          | 30    | 43   | 1                | 2                | 0                       | 0                       | 31    | 45    |
| Vélez Sarsfield Argentina        | 1.ª                 | 2017-18             | 17    | 22   | 3                | 1                | —                       | —                       | 20    | 23    |
| Vélez Sarsfield Argentina        | Total club          | Total club          | 17    | 22   | 3                | 1                | 0                       | 0                       | 20    | 23    |
| Belgrano Argentina               | 1.ª                 | 2018-19             | 25    | 26   | 3                | 4                | —                       | —                       | 28    | 30    |
| Belgrano Argentina               | 2.ª                 | 2019-20             | 19    | 19   | 1                | 1                | —                       | —                       | 20    | 20    |
| Belgrano Argentina               | 2.ª                 | 2020                | 7     | 3    | —                | —                | —                       | —                       | 7     | 3     |
| Belgrano Argentina               | Total club          | Total club          | 63    | 60   | 7                | 7                | 0                       | 0                       | 70    | 67    |
| Central Córdoba (SdE) Argentina  | 1.ª                 | 2021                | 18    | 22   | —                | —                | —                       | —                       | 18    | 22    |
| Central Córdoba (SdE) Argentina  | 1.ª                 | 2022                | 17    | 21   | —                | —                | —                       | —                       | 17    | 21    |
| Central Córdoba (SdE) Argentina  | Total club          | Total club          | 35    | 43   | 0                | 0                | 0                       | 0                       | 35    | 43    |
| Palestino · Chile                | 1.ª                 | 2023                | 27    | 33   | 2                | 5                | 7                       | 7                       | 36    | 45    |
| Palestino · Chile                | 1.ª                 | 2024                | 30    | 33   | 2                | 3                | 13                      | 22                      | 45    | 58    |
| Palestino · Chile                | Total club          | Total club          | 57    | 64   | 4                | 8                | 20                      | 29                      | 81    | 103   |
| Gimnasia y Esgrima (M) Argentina | 2.ª                 | 2025                | 9     | 5    | 1                | 2                | —                       | —                       | 10    | 7     |
| Gimnasia y Esgrima (M) Argentina | Total club          | Total club          | 9     | 5    | 1                | 2                | 0                       | 0                       | 10    | 7     |
| Total en su carrera              | Total en su carrera | Total en su carrera | 282   | 314  | 16               | 20               | 20                      | 29                      | 318   | 362   |
| 1. 2. 3.                         |                     |                     |       |      |                  |                  |                         |                         |       |       |